# Stjepan Bartoš
Stjepan Bartoš (Srijemska Mitrovica, 24. prosinca 1960.), hrvatski je književnik iz Vojvodine, živi u Novom Sadu, gdje je zvaršio Ekonomski fakultet. Napisao je više desetaka priča, kazališnih drama i nekoliko TV-drama. Pripovijetke i drame objavljivao mahom u časopisu Klasje naših ravni i inima. Kako zapaža Milovan Miković junaci Bartoševih pripovjedaka i dramskih tekstova u potrazi su za uporišnom točkom u ovom podneblju. Ovdje gdje, njihovi sudari sa svijetom što ih okružuje nisu neminovno samo posljedica rata i u njemu začetog materijalnog i duhovnog razaranja. Radi toga se, ne rijetko, doimaju i žrtvama vlastitih zabluda i samozavaravanja, te im je život ispunjen prazninom i učvršćen beznađem. Iziskuje pretjerana odricanja, a zauzvrat ne donosi ništa vrijedno, pouzdano i trajno. U književnosti se pojavio knjigom drama "Drame" 2006. godine.   
Sljedeće godine se pojavio zbirkom od tridesetak kratkih priča Upoznavanje. Materijal za ovu zbirku, Bartoš je sastavljao dvadeset godina.
Komentirajući nakladničku djelatnost Hrvata u Vojvodini, osvrnuo se i na položaj Hrvata u Vojvodini (prije svega Novom Sadu), kao i raznolikost odnosa prema Hrvatima u Vojvodini je najbolje oslikao u izjavi: "Čak i da ima takvih knjiga vrlo vjerojatno ih nitko ne bi kupovao. Biti Hrvat u Subotici i Novom Sadu, ipak nije isto. To je svima jasno. I oni koji se deklariraju kao Hrvati nerado govore o tome; to je kao neka tiha, tajna bolest – šutite i živite s tim. Većina u ovoj sredini neće blagonaklono gledati na knjige na hrvatskome jeziku nastale u Vojvodini, ako se one financiraju iz državnog proračuna, što pak ne znači da će se nekom nešto loše dogoditi.".
U svom razgovoru za Hrvatsku riječ, objavljenom u kolovozu 2007. godine, najavio je i neka nova svoja djela: dvije knjige drama, dva duža prozna djela (jedan svojevrsni roman, koji se odnosi na njegove krajeve, a vremenski oko 1992. godine, a drugo djelo je dnevničkog oblika, svojevrsni "dnevnik jedne žene"), te nekoliko scenarija za televizijske drame.
Tri knjige priča i dramskih tekstova objavila mu je Nakladnička djelatnost NIU Hrvatska riječ iz Subotice. Redoviti je suradnik književnog časopisa Klasje naših ravni, glasila Matice hrvatske iz Subotice.

## Djela
- Drame, drame, Novi Sad, 2006.
- Upoznavanje, kratka proza, Subotica, 2007.
- Igre opasnih pojedinosti, Subotica, 2010.
- Kuća koja plovi, Subotica, 2011.

## Vanjske poveznice
- Radio-Subotica  Arhivirana inačica izvorne stranice od 21. listopada 2007. (Wayback Machine), Knjiška produkcija vojvođanskih Hrvata u 2007.
- Hrvatska riječ[neaktivna poveznica] Intervju sa Stjepanom Bartošem
- Medijska dokumentacija[neaktivna poveznica] Cijeli intervju sa S. Bartošem u "Hrv. riječi"
- Klasje naših ravni  Arhivirana inačica izvorne stranice od 21. kolovoza 2007. (Wayback Machine) Stjepan Bartoš: Vječiti život